# Liebling der Welt
Liebling der Welt, in Deutschland unter dem Titel Rosen der Liebe gezeigt, ist ein österreichisch-französischer Liebesfilm aus dem Jahre 1949 von Max Neufeld mit der hier als Nadine Gray geführten Nadia Gray und O. W. Fischer in den Hauptrollen.

## Handlung
In der „guten, alten Zeit“ zu Beginn des 20. Jahrhunderts entdeckt ein Künstleragent, der etwas schmierige Harry Belmont, in einer böhmischen Kleinstadt bei der Durchreise die Bahnhofswärtertochter Gaby, die offensichtlich über eine schöne Gesangsstimme verfügt. Er braucht sie nicht lange davon zu überzeugen, mit ihm zu kommen, und verspricht der jungen Frau die große Bühnenkarriere. Bald hat sich das Kleinstadtmädel als Gaby Desroses (französisches Pseudonym für „Gaby der Rosen“) einen Namen als Revuesängerin gemacht, geht auch auf internationale Gastspielreisen und wird recht populär. Ihr Manager Belmont wird schließlich auch ihr Liebhaber.
Auf einer ihrer Tourneestationen lernt Gaby eines Tages den schmucken Raoul kennen, der König eines südländischen Operettenstaates ist. Raoul verliebt sich heftig in sie, und die beiden beginnen eine Affäre. Belmont, der Nadja betrügt, fürchtet, sein Protegé und seine Geliebte zu verlieren, vor allem aber davor, dass ihm sein „bestes Pferd im Stall“, das bislang für volle Theater sorgt, abhandenkommen könnte. Und so inszeniert Belmont eine handfeste Intrige, infolge der Gaby den König verlässt und auf die Gesangsbühne zurückkehrt. Doch König Raoul lässt nicht locker und folgt seiner Gaby. Seine Liebe ist so groß, dass er schließlich sogar dem Thron entsagt, nur um mit seiner Traumfrau zusammen sein zu können.

## Produktionsnotizen
Liebling der Welt entstand 1948 in den Wiener Rosenhügel-Filmateliers sowie in der Umgebung von Wien und an der Côte d’Azur in Südfrankreich. Die Uraufführung erfolgte am 11. März 1949 in Wien. In Deutschland konnte man Liebling der Welt erstmals am 23. Dezember desselben Jahres in Dortmund sehen. Gelegentlich wird der Film auch unter dem Titel Seine Hoheit darf nicht küssen geführt.
Gustav Abel entwarf die Filmbauten. Doddy Delissen übernahm die Gesangspartien für Nadja Gray. 
Es wurde mit L’inconnu d’un soir auch eine rein französischsprachige Version hergestellt, in der nur Nadja Gray ebenfalls mitwirkte. Die französische Drehbuchbearbeitung stammte von André Legrand. Diese Version lief am 8. April 1949 in Paris an.

## Kritik
Das Lexikon des Internationalen Films urteilte knapp: „Ein sentimentaler Revuefilm.“